# جوناثان برلزا
جوناثان برلزا هو لاعب كرة قدم إكوادوري، ولد في 13 سبتمبر 1997 في غواياكيل في الإكوادور.

## وصلات خارجية
- جوناثان برلزا على موقع قاعدة بيانات كرة القدم.إي يو (الإنجليزية)
- جوناثان برلزا على موقع Soccerway.com (الإنجليزية)